# 기요스역
기요스역(일본어: 清洲駅 키요스에키[*])은 일본 아이치현 이나자와시에 있는 도카이 여객철도 · 일본화물철도 도카이도 본선의 역이다.

## 역 구조 및 승강장
섬식 승강장 1면 2선을 가지는 지상역이다. 역사는 구내 동쪽에 있어, 승강장과 과선교로 연락하고 있다.
이것까지 엘리베이터나 에스컬레이터 등은 설치되어있지 않지만, 승강장 · 개찰구 간의 이동을 배리어 프리화하기 때문으로, 기존 과선교의 북쪽에 병행해서 새로운 과선교 및 상하이동을 하기 위해 엘리베이터가 합계 2기 설치되어, 2010년 2월부터 공용을 개시했다. 기존의 과선교로 엘리베이터를 설치하는 공법은, 다리의 강도등의 관점부터 문제가 있어 구조상 어려우므로, 노후화도 눈에 띄고 있는 일로부터 생각하고 있다. 또한, 종래의 3량분의 길이밖에 없던 가건물을 4량분 이상의 길이로 연신하는 공사도 동시에 행해졌다.
이나자와 시에 의한 역 앞 광장이나 주거장의 정비를 포함해서 서문 설치 구상도 존재하지만, 실현에는 이뤄지지 않고있다.
도카이 교통 사업의 직원이 업무를 담당하는 업무위탁역으로, 오와리이치노미야역이 이 역을 관리하고 있다. 역사 내부에는 발권 창구나 자동 개찰기, 승차권 자동 발매기 등이 놓아지고 있다.
| 1 | ■ 도카이도 본선 | 상행 | 나고야 · 오카자키 방면 |
| 2 | ■ 도카이도 본선 | 하행 | 기후 · 오가키 방면     |

여객열차 등이 지나는 승강장이 있는 복선에도, 나고야역과 이나자와역을 연결하는 화물열차 전용의 노선 '이나자와 선'이 여객선의 동쪽을 지나고 있다. 화물의 취급을 자취로, 이 역 부근에 이 이나자와 선부터 발착선이나 측선이 몇 개 분기하고 있다.

## 화물 취급
일본화물철도의 역은 현재, 임시 차급화물만을 취급하고 있어, 화물열차의 발착은 하지 않는다.
마지막까지 사용되고 있던 전용선은, 이나자와 선부터 분기해, 같은 선 동쪽에 따라 남하해 전기화학 공업 나고야 서비스 스테이션으로 계속되는 것이다. 이 노선은 시멘트 수송으로 사용되어, 2007년 12월 현재도 하역 설비와 함께 남아지고 있다.
1997년경까지는, 본선 동쪽의 역 북쪽에 있던 지치부 시멘트 서비스 스테이션 (이미 폐쇄)로 이어지는 전용선도 존재해, 이 노선도 시멘트 수송으로 사용되고 있다. 또한 1984년경까지는, 이나자와 선 동쪽으로 따라 남하해, 비와지마 역 부근에 있는 기린 맥주 주식회사 나고야 공장으로 이어진 3 km 정도의 전용선도 있어, 원료의 맥아나 제품 수송으로 사용되고 있다.

## 역 주변
역 명은, '기요스'이지만 역의 소재지는 이나자와 시로 되어, 역의 바로 나고야 근처가 이나자와 시와 기요스시의 경계이다.
- ARAX 공장
- 기요스성
- 아이치 의료 학원 단기 대학

## 역사
- 1934년 2월 24일 : 도카이도 본선의 비와지마 - 이나자와 간에 신설 개업.
- 1962년 4월 1일 : 전용선 발착을 제외한 화물의 취급을 폐지.
- 1984년 2월 1일 : 하물의 취급을 폐지.
- 1987년 4월 1일 : 일본국유철도 분할 민영화에 의해 도카이 여객철도 · 일본화물철도의 역이 된다.
- 2002년경 : 화물열차의 설정이 없어졌다.
- 2006년 11월 25일 : TOICA를 도입.
- 2010년 2월 17일 : 새로운 과선교 및 엘리베이터의 공용을 개시.

## 인접 역
| 도카이 여객철도 도카이도 본선 | 도카이 여객철도 도카이도 본선 | 도카이 여객철도 도카이도 본선 |
| ----------------------------- | ----------------------------- | ----------------------------- |
| 비와지마 나고야·도요하시 방면 | ■ 도카이도 본선               | 이나자와 오가키·마이바라 방면 |